# Guerre civile tchadienne (2005-2010)
Pour les articles homonymes, voir Guerre civile tchadienne.
La guerre civile au Tchad de 2005 à 2010 oppose les forces militaires gouvernementales à une coalition de groupes rebelles aux noms mouvants issus d'ethnies du nord du pays (FUC, RFC, etc.) dont le cœur est constitué des membres de la propre ethnie du chef de l'État Idriss Déby, les Zaghawa.
Il s'agit également, et peut-être surtout, d'une guerre par procuration entre le Tchad et le Soudan, l'un et l'autre en soutenant matériellement l’opposition armée de leur voisin.
À cet égard, le conflit est étroitement lié à la guerre civile au Darfour car l'hostilité du Soudan est la conséquence du soutien apporté par des personnages clefs du premier cercle du pouvoir tchadien aux rebelles du Darfour. La conviction des autorités soudanaises que ce soutien durerait tant que le président Déby serait au pouvoir les a conduites à soutenir les efforts des rebelles tchadiens pour le renverser.
La guerre a culminé lors de l'attaques de la rébellion tchadienne contre N’Djaména en février 2008, suivie de l’attaque des rebelles du Darfour contre Khartoum en mai 2008.
La nouvelle défaite des rebelles tchadiens à la bataille d'Am Dam le 5 mai 2009, la lassitude des deux gouvernements et la perspective d'échéances politiques importantes dans chacun des deux pays aboutissent à la conclusion d'un accord de réconciliation entre le Tchad et le Soudan le 15 janvier 2010 qui met fin à la guerre inter-étatique et donc à la guerre civile.
Dans ce conflit, la Libye et des diplomates d'autres pays ont tenté des médiations dans le conflit. La France est intervenu plusieurs fois contre les rebelles.

## Origine
Depuis 2004, des milices janjawids impliquées dans le conflit voisin du Darfour lancent des raids sur des villes et villages de l'Est du Tchad, tuant des civils, volant du bétail et brûlant des maisons. Plus de 200 000 habitants du Darfour sont réfugiés au Tchad. Parmi les victimes des exactions se trouvent tout particulièrement des Zaghawa, ethnie dont est issu Idriss Déby et une grande partie des hommes à la tête du pays.
Parallèlement, en 2005, le président Déby modifie la constitution pour pouvoir se présenter à un troisième mandat présidentiel, ce qui provoque des désertions en masse au sein de l'armée. Le président Déby est contraint de dissoudre sa garde présidentielle et de former une nouvelles forces d'élite, la Direction générale de service de sécurité des institutions de l'État (DGSSIE). Son pouvoir faiblit alors que plusieurs groupes armés d'opposition se forment. Le Rassemblement des forces démocratiques (RFD) voit le jour en août 2005 et le Socle pour le changement, l'unité et la démocratie (SCUD) deux mois plus tard. Quelque temps plus tard, ils rejoignent six autres groupes pour former le Front uni pour le changement démocratique, rebaptisé ensuite Forces unies pour le changement (FUC).

## Implication du Soudan
À plusieurs reprises, le gouvernement tchadien a accusé le Soudan de soutenir les rebelles des Forces unies pour le changement en finançant leurs activités, en les laissant séjourner sur le territoire soudanais et en leur fournissant des armes. Il affirme en outre que la télévision d'État soudanaise leur a offert un passage à l'antenne et qu'après l'attaque d'Adré du 18 décembre 2005, des Soudanais se trouvaient parmi les rebelles capturés par l'armée tchadienne. Le 30 décembre 2005, Lucienne Dillah, ministre déléguée des Affaires étrangères, réitéra ces accusations auprès du Parlement. Elle rapporta également que la chaîne de télévision Al Jazeera avait filmé des camps de rebelles tchadiens sur le territoire soudanais le 11 décembre. Elle montra plusieurs photos de Mahamat Nour Abdelkerim aux côtés du président Omar el-Béchir. À la suite de son discours, le Parlement enjoint aux autorités soudanaises de ne pas ruiner les liens historiques entre le Tchad et le Soudan.

## Déroulement
Vers décembre 2005, Mahamat Nour Abdelkerim, ancien de l'ANR, forme le mouvement RDL. Le 25 septembre 2005, un raid avait été lancé près de la ville de Modoyna, raid qui a été lié à Hassan al-Djinnedi.
En 2005, peut-être à la demande du Soudan, Mahamat Nour Abdelkerim, ancien de l'ANR, se réengage dans la rébellion au Tchad. Son mouvement, auquel il ne donne d'abord pas de nom, est baptisé le 31 octobre 2005 Rassemblement pour la Démocratie et les Libertés (RDL), sans doute pour concurrencer la nouvelle rébellion que les frères Erdimi viennent de créer, le SCUD. En effet, à la fin de l’année 2005, les désertions massives de l’armée tchadienne ont permis la création de plusieurs mouvements rebelles à l’Est du Tchad, en territoire soudanais.
Encouragé et soutenu par le Soudan, le mouvement devient le fondement du Front uni pour le changement démocratique (FUC ou FUCD) en s'ouvrant au CNT mais aussi à deux mouvements fondés par d'anciens proches du président Déby, le RPJ et le SCUD. Le FUC multiplie les attaques contre l'armée tchadienne. Nour fait également enfermer à Khartoum son cousin Mahamat Abbo Sileck, resté seul chef de l'ANR et qui refuse de se rallier.

### Bataille d'Adré (2005)
Le 18 décembre 2005, des membres du RDL et du SCUD attaquent la ville d'Adré, près de la frontière soudanaise. Il s'agit de la troisième attaque dans la région en quelques jours. Le lendemain, le dirigeant du SCUD annonce détenir le contrôle sur la ville. Les combats provoquèrent la mort de 100 à 300 rebelles, trois à cinq soldats et trois civils. Un hélicoptère de l'armée régulière fut détruit et un autre gravement endommagé. Le ministre tchadien de la Communication accusa le gouvernement soudanais, tandis que le porte-parole du ministère soudanais des Affaires étrangères nia tout soutien aux rebelles. Le Tchad se déclara en guerre, et fut accusé en retour par le Soudan de violer son espace aérien.

### Accrochages sur la frontière (2006)
Le 6 janvier 2006, des milices janjawids traversèrent la frontière pour attaquer les villes de Borota, d'Adé et de Moudaina, tuant neuf civils et en blessant trois autres. Human Rights Watch confirma le raid, ainsi que d'autres visant une quarantaine de villages dans la région de Borota et dénombra 16 morts et 6 blessés entre le 16 et le 20 janvier. Le gouvernement tchadien a estimé en janvier 2006 à 614 le nombre de ses citoyens tués dans les combats frontaliers.

### Échec de l'accord de Tripoli (2006)
Le 8 février 2006, Idriss Déby et Omar el-Béchir signent les accords de Tripoli sous l'égide de Mouammar Kadhafi, censés mettre fin au conflit. L'accord intervient à l'issue d'un mini sommet organisé à Tripoli par le leader libyen, auquel assistaient également le président congolais Denis Sassou-Nguesso (en tant que président de l'Union africaine), le président de la République centrafricaine François Bozizé et le Malien Alpha Oumar Konaré. Le Front uni pour le changement démocratique (FUC) rejette l'accord.

### Offensive du FUC sur N'Djaména
Toutefois, les divergences profondes entre les différentes composantes du FUC font que lorsque ce dernier, première coalition soutenue par le Soudan, lance en avril 2006, la première grande attaque sur le territoire soudanais, seuls le RDL et le CNT y participent. Le FUC effectuera toutefois, 12, 13 et 14 avril 2006, un des deux raids réussis sur la capitale tchadienne (avec celui de 2008) de la guerre civile tchadienne avant d'être repoussé. Les attaquants sont pris en embuscades par des blindés de l'armée régulière tchadienne, près de 400 morts sont recensés dont une grande partie d'attaquants. En parallèle, une attaque est également menée contre la ville d'Adré mais elle est aussi repoussée.
Après cet échec, le FUC éclate et Nour tombe en disgrâce aux yeux des autorités soudanaises. Ses hommes rejoignent en masse d'autres mouvements, principalement l'UFDD de Mahamat Nouri, qui a rejoint la rébellion en mai et jouit d'une autorité et d'une notoriété sans commune mesure. Il est désormais le poulain du Soudan.
Le Tchad rompt les relations diplomatiques avec le Soudan et menace d'expulser les milliers de civils du Darfour réfugiés au Tchad. Le même jour, une centaine de civils sont massacrés par des rebelles tchadiens et soudanais dans le village de Djawara, à l'est du pays. Selon Human Rights Watch, au moins 43 autres personnes furent tuées dans trois villages des environs entre le 12 et le 13 avril. Les partis d'opposition boycottent l'élection présidentielle du 3 mai 2006, qui voit la victoire d'Idriss Déby.

### Offensive de la fin 2006
En septembre 2006, des combats entre des rebelles venant du Soudan et les forces tchadiennes ont lieu dans le département de Dar Tama, ainsi qu'au nord d'Adré. En octobre 2006, l'Union des forces pour la démocratie et le développement, récemment fondée, prend les villes de Goz-Beida et Am Timan, avant de prendre en novembre la ville d'Abéché. Le gouvernement déclare l'état d'urgence dans la capitale ainsi qu'au nord, à l'est et au sud du pays. Les organisations internationales évacuent une grande partie de leur personnel civil de la ville d'Abéché.
Finalement, Nour et son mouvement signent un accord de paix avec le président Déby fin décembre 2006, lors d'une conférence de paix en Libye. Début mars 2007, Nour est nommé ministre de la défense du gouvernement tchadien. Les anciens rebelles du FUC sont désormais chargés de défendre l'Est du pays, en collaboration avec l'Armée nationale tchadienne (ANT) et les rebelles MJE du Darfour, des attaques des rebelles tchadiens.

### 2007
Le 1er février 2007, une coalition de quatre groupes armés, formée du Mouvement pour la résistance et le changement, de la Concorde nationale tchadienne et de deux factions de l'Union des forces pour la démocratie et le développement, déclara avoir pris le contrôle de la ville d'Adré, près de la frontière soudanaise. Le Tchad refusa l'intervention de troupes de l'ONU sur sa frontière orientale.
En septembre 2007, la MINURCAT est créé pour protéger les populations civiles de Centrafrique et du Tchad, par la résolution 1778 du Conseil de sécurité des Nations unies.
Au début du mois d'octobre, les dirigeants des quatre principaux groupes rebelles acceptèrent d'engager des négociations de paix avec le gouvernement, à savoir l'UFDD de Mahamat Nouri, l'UFDD-Fondamentale d'Acheick Ibn Oumar et Abdelwahid Aboud Makaye, le RFC de Timan Erdimi et la CNT de Hassan Saleh al-Djinedi.
Parallèlement, des combats éclatèrent à l'est, des cavaliers arabes incendiant des villages principalement habités par des Noirs, tuant environ 300 personnes, tandis que des échauffourées éclatèrent entre les communautés tama et zaghawa après qu'un groupe armé de Tamas, qui avaient servi pour Mahamat Nour Abdelkerim, quittèrent la ville de Guereda pour se rapprocher de la frontière soudanaise. La région devint ainsi le cadre d'un double conflit, plaçant les forces gouvernementales devant une nouvelle alliance de rebelles qui prit brièvement deux villes. Le 16 octobre, l'état d'urgence fut déclaré sur la plus grande partie du territoire tchadien, dont la capitale la région de Borkou-Ennedi-Tibesti, près de la frontière libyenne.
Un accord est signé le 25 octobre. Toutefois, aucun groupe sauf la CNT n'applique l'accord et les hostilités reprirent dès la fin du mois de novembre et au début du mois de décembre 2007. L'UFDD, l'UFDD-F et le RFC annonçaient avoir scellé une alliance.
En novembre 2007, Mahamat Nouri, chef de l'UFDD, accusa l'armée tchadienne d'avoir attaqué ses troupes à l'est du pays. L'armée affirma avoir tué plusieurs centaines de rebelles lors de la bataille d'Abou Goulem livrée les 26 et 27 novembre, ce que l'UFDD conteste, disant n'avoir que 17 morts à déplorer, et affirma en retour avoir tué une centaine de soldats.
Le 30 novembre, l'UFDD déclara l'état de guerre contre la France et les forces militaires étrangères stationnées au Tchad dans ce qui apparut comme un avertissement contre l'EUFOR Tchad/RCA, prévoyant l'envoi de 3 700 hommes dans le cadre d'une opération de maintien de la paix visant à protéger les 400 000 réfugiés au Tchad et en Centrafrique.
Le 22 décembre 2007, plusieurs groupes rebelles unissent leurs forces.

### Offensive des rebelles tchadiens en 2008
Le 30 janvier 2008, les rebelles annoncèrent la capture d'Oum Hadjer, ville de la région centrale de Batha, distante d'environ 400 km de la capitale.
Le président Déby part avec ses hommes à Massaguet, au nord de N’Djamena, pour tenter de stopper l’avancée des rebelles et manque d’être capturé.
Le 2 février, ils parvinrent à entrer dans la capitale, N'Djaména, et se dirigèrent vers le palais présidentiel où se déroulèrent de combats. Les troupes françaises défendent l'aéroport, où les Libyens ravitaillent les loyalistes. Les hélicoptères tchadiens opèrent en soutien des chars et fantassins du régime, engagés dans les rues de la ville et les rebelles doivent se retirer le lendemain. Ils se tournent ensuite vers Mongo et Bitkine. Le 10 février, ils affirmèrent être en possession d'Am Timan. Le 11, ils quittèrent Mongo en direction de la frontière sud-est.
L'état d'urgence fut déclaré le 15 février (levé un mois plus tard), alors que les rebelles cessaient provisoirement les combats le temps de désigner un chef commun.
Le 12 juin, les troupes européennes stationnées à l'est du pays renforcèrent leurs patrouilles autour des camps de réfugiés et conseillèrent aux humanitaires présents dans la région de réduire leurs déplacements au strict minimum après l'annonce d'une nouvelle offensive rebelle.
Le gouvernement tchadien et les rebelles donnèrent des versions largement divergentes à propos des mouvements observés dans la région de Dar Sila, où des soldats irlandais étaient chargés de protéger un camp de réfugiés géré par les Nations unies. Alors que les rebelles affirmaient que leurs combattants avançaient vers l'ouest et avaient abattu un hélicoptère, le gouvernement récusait toute implication externe au crash de l'appareil, qu'il attribua à un problème technique. Le 11 juin, le bataillon irlandais indiqua avoir reçu des informations à propos de combats entre les forces rebelles et des hélicoptères de l'armée régulière à Moudeïna (en), 70 km au nord-est de Goz Beïda. Trois jours plus tard, les Irlandais répliquèrent à des tirs armés à Goz Beïda, que les rebelles capturèrent brièvement. Le lendemain 15 juin, ils prirent Am Dam, à 600 km à l'est de N'Djaména. Le 16, ils annoncèrent le contrôle de Biltine. Le 17, Mahamat Hissene, ministre de la Communication, accusa l'armée soudanaise d'avoir assisté les rebelles dans l'attaque du poste de Bakout avec deux hélicoptères. Le même jour, les rebelles affirmèrent avoir pris le contrôle de la ville d'Am Zoer et y avoir capturé un haut officier de l'armée tchadienne. Le lendemain, l'armée régulière annonça avoir chassé les rebelles et remporté une victoire décisive à Am Zoer.

### Implication des forces françaises
Les soldats français ont défendu l'aéroport utilisé par les gouvernementaux pendant la bataille de N'Djaména en 2008. Le 5 mars 2008, un soldat français de l'Eufor au Tchad / RCA, le sergent Polin, en reconnaissance près de la frontière soudanaise, est tué à la suite d'un accrochage avec les forces soudanaises. Il avait franchi « accidentellement » la frontière. Frontière considérée comme peu stable.
Des troupes de l'EUFOR (regroupant plusieurs pays de l'Union européenne ainsi que la Russie, la Croatie et l'Albanie) et des troupes de plusieurs pays africains sous mandat de l'ONU sont présents sur le terrain.
Le 15 mars 2008, le général Patrick Nash a déclaré la capacité opérationnelle initiale (IOC) de l’opération EUFOR TCHAD-RCA, marquant le début effectif de la mission européenne.
Le bilan de l'Eufor est critiqué par un rapport de l'International Crisis Group qui critique un déploiement convenant trop à la France et à Idriss Déby : « La genèse de cette opération, initialement refusée par le Président Déby d'accepter une véritable mission de maintien de la paix dotée d'un mandat politique a mené à de mauvais compromis sur tous les plans. (…) Alors que les soldats de l'Eufor luttaient avec un succès considérable contre les accusations de partialité liées à la présence en son sein d'un contingent français, le blocage de la France contre tout mandat politique a contribué au jeu politique du Président Déby, c'est-à-dire à l'utilisation du déploiement international comme une force de dissuasion psychologique contre une opposition armée et ses soutiens soudanais. (…) Grâce à l'Eufor, la France a donc activement contribué à renforcer Déby sans aider les Tchadiens à trouver une solution durable à leur crise. le processus politique, déjà insuffisant, a été pris en otage par le régime et, grâce à l'Eufor, Déby a renforcé son contrôle sur l'Est. »

### Fin du conflit
À partir de mai 2009, cependant, les deux régimes qui soutenaient leurs rébellions ennemis pour lancer des attaques par procuration veulent tourner la page, d'autant que des événements politiques majeurs se profilent dans chaque pays, notamment le référendum sur l’autonomie du Soudan du Sud en janvier 2011 et l'élection présidentielle au Tchad de mai 2011.
Dès la fin 2009, les autorités des deux pays commencent à se rapprocher et faire des gestes l'un envers l'autre. Le Tchad fait pression sur le Mouvement pour la justice et l’égalité (MJE) pour qu’il signe un accord de paix, avant de les expulser, y compris leur président, le docteur Khalil Ibrahim, du territoire tchadien en mai 2010. Le Soudan empêche les groupes armés tchadiens de faire mouvement.
En 2020, la réconciliation est scellée : le président Déby se rend à Khartoum en février et le président soudanais El-Béchir à N’Djaména en juillet. Ce même mois, le Soudan exige le départ de son territoire de quatre chefs rebelles tchadiens qui partent au Qatar. Puis plusieurs centaines d’opposants tchadiens rendent les armes et rentrent au Tchad. En octobre 2010, quelque 2 000 combattants rebelles tchadiens – la majorité de ceux restés au Darfour – acceptent d’être désarmés par le gouvernement soudanais.
La fin du conflit a incontestablement accru la stabilité de la région en réduisant les menaces immédiates d’attaques rebelles dans chacun des deux pays. L’un des principaux résultats du rapprochement entre le Tchad et le Soudan est l’affaiblissement de l’opposition armée tchadienne, qui ne comptait plus qu’environ 1 000 combattants au début 2011. Les principaux groupes sont restés par la suite très divisés, après avoir perdu leur unique soutien, le gouvernement soudanais. Toutefois, les combattants frustrés des deux pays ont trouvé refuge dans les zones les plus instables de la région, à commencer par la Libye.